# Akceptylacja
Akceptylacja (łac. – acceptilatio od accipere – wziąć, otrzymać) – w prawie rzymskim sformalizowana czynność prawna powodująca zwolnienie z długu poprzez wypowiedzenie bądź napisanie określonych słów.

## Przebieg akceptylacji
Chcąc dokonać akceptylacji, dłużnik pytał wierzyciela, czy ten otrzymał to co dłużnik przyrzekł, na co wierzyciel odpowiadał: „otrzymałem” (acceptum habeo).
Zostało to opisane w Instytucjach Gaiusa: 

Tak więc przez oświadczenie o odebraniu przyjętego świadczenia zobowiązanie zostaje umorzone. Oświadczenie to jest zaś jak gdyby pozornym uiszczeniem. Jeżeli bowiem to, co winien jestem tobie na podstawie zobowiązania werbalnego, chciałbyś mi darować, będzie to mogło nastąpić tak, że za twoim przyzwoleniem wypowiem słowa: „Czy otrzymałeś, to co ci przyrzekłem?”, na co ty odpowiesz: „Otrzymałem”.

## Geneza akceptylacji
W najdawniejszym, wysoko sformalizowanym prawie rzymskim, samo spełnienie świadczenia nie powodowało umorzenia zobowiązania. Dla uzyskania tego efektu, prawo rzymskie wymagało dokonania czynności prawnej będącej odwróceniem zawarcia zobowiązania. I tak, z zobowiązań wynikających z kontraktów werbalnych (tj. zawieranych za pomocą określonych słów), np. stypulacji, zwalniano również poprzez wypowiedzenie określonych słów – akceptylację. Sposób ten rozszerzono na kontrakty literalne (tj. zawierane poprzez sporządzenie odpowiedniego dokumentu), gdzie akceptylacji dokonywano poprzez wpis otrzymanej zapłaty w księdze rachunkowej po stronie przychodów.

## Charakter akceptylacji
Z czasem, gdy wzrost obrotów handlowych i rozwój gospodarczy wymógł uznanie samej zapłaty (bez dodatkowych czynności formalnych) za umorzenie zobowiązania, akceptylacja (werbalna i lteralna) stała się formalnym, abstrakcyjnym sposobem zwalniania z długu dłużnika przez wierzyciela. Akceptylacja stała się pozornym (symbolicznym) wykonaniem umowy (imaginaria solutio), gdyż umarzała zobowiązanie niezależnie od spełnienia świadczenia. Akceptylacja należała do grupy actus legitimi, gdyż obwarowanie jej terminem (dies) lub warunkiem (condicio) powodowało nieważność czynności.
Akceptylacja wchodziła w skład złożonej czynności prawnej jaką była stypulacja akwiliańska.